# حوزه انتخابیه اردبیل، نمین، نیر و سرعین
حوزهٔ انتخابیه اردبیل، نمین، نیر و سرعین یکی از حوزه‌های استان اردبیل برای انتخابات مجلس شورای اسلامی است. این حوزه به مرکزیت اردبیل ۳ نماینده دارد.

## نمایندگان
دوره نهم مجلس شورای اسلامی
منصور حقیقت‌پور
کمال‌الدین پیرمؤذن
مصطفی افضلی‌فرد

### دورهٔ دهم
1. محمد فیضی زنگیر[۱]
2. رضا کریمی[۱]
3. صدیف بدری[۱]

### دورهٔ یازدهم
1. علی نیکزاد
2. سید کاظم موسوی
3. صدیف بدری

دورهٔ دوازدهم
علی نیکزاد
صدیف بدری
احد بیوته

## پی‌نوشت و منبع
1. 1 2 3 4  «فارس گزارش می‌دهد
مجلس دهم در «راند» دوم تکمیل شد/ اصولگرایان و اصلاح طلبان چند کرسی در مجلس آینده دارند؟ + جدول». خبرگزاری فارس. 1392/02/11. بایگانی‌شده از اصلی در 13 سپتامبر 2016. دریافت‌شده در 1395/06/23. تاریخ وارد شده در |بازبینی=،|تاریخ= را بررسی کنید (کمک)

- «جدول حوزه‌های انتخابیه در انتخابات نهمین دورهٔ مجلس شورای اسلامی» (PDF). مرکز پژوهش و سنجش افکار صدا و سیما. بایگانی‌شده از اصلی (PDF) در ۵ اكتبر ۲۰۱۸. دریافت‌شده در ۲۰ مارس ۲۰۱۶. تاریخ وارد شده در |archive-date= را بررسی کنید (کمک)